# Refuge du Col de la Croix du Bonhomme
Das Refuge du Col de la Croix du Bonhomme oder Refuge de la Croix du Bonhomme ist eine alpine Schutzhütte der Sektion Albertville des Club Alpin Français in den Savoyer Alpen.

## Lage
Das Refuge de la Croix du Bonhomme liegt am südwestlichen Rand des Mont-Blanc-Massivs etwas unterhalb des Col de la Croix du Bonhomme und ist eine Station auf der Tour du Mont-Blanc.

## Anstieg
Der kürzeste Aufstieg ist von der Südseite möglich. Er beginnt an der Passstraße zum Cormet de Roselend oberhalb von Les Chapieux am Abzweig zur Almsiedlung Chalet les Murs (1760 m). Der Aufstieg dauert auf diesem Weg knapp 2 Stunden. Mit 4 bis 5 Stunden deutlich länger ist der Aufstieg von der nördlichen Seite. Er beginnt am Parkplatz Notre Dame de la Gorge im Val Montjoie mit der Talgemeinde Les Contamines-Montjoie.

## Geschichte
Die heutige Hütte wurde 1991 anstelle eines Vorgängerbaus errichtet.

## Übergänge
Auf dem Weg der Tour du Mont-Blanc über den Col des Fours (2665 m) zum Refuge les Mottets.

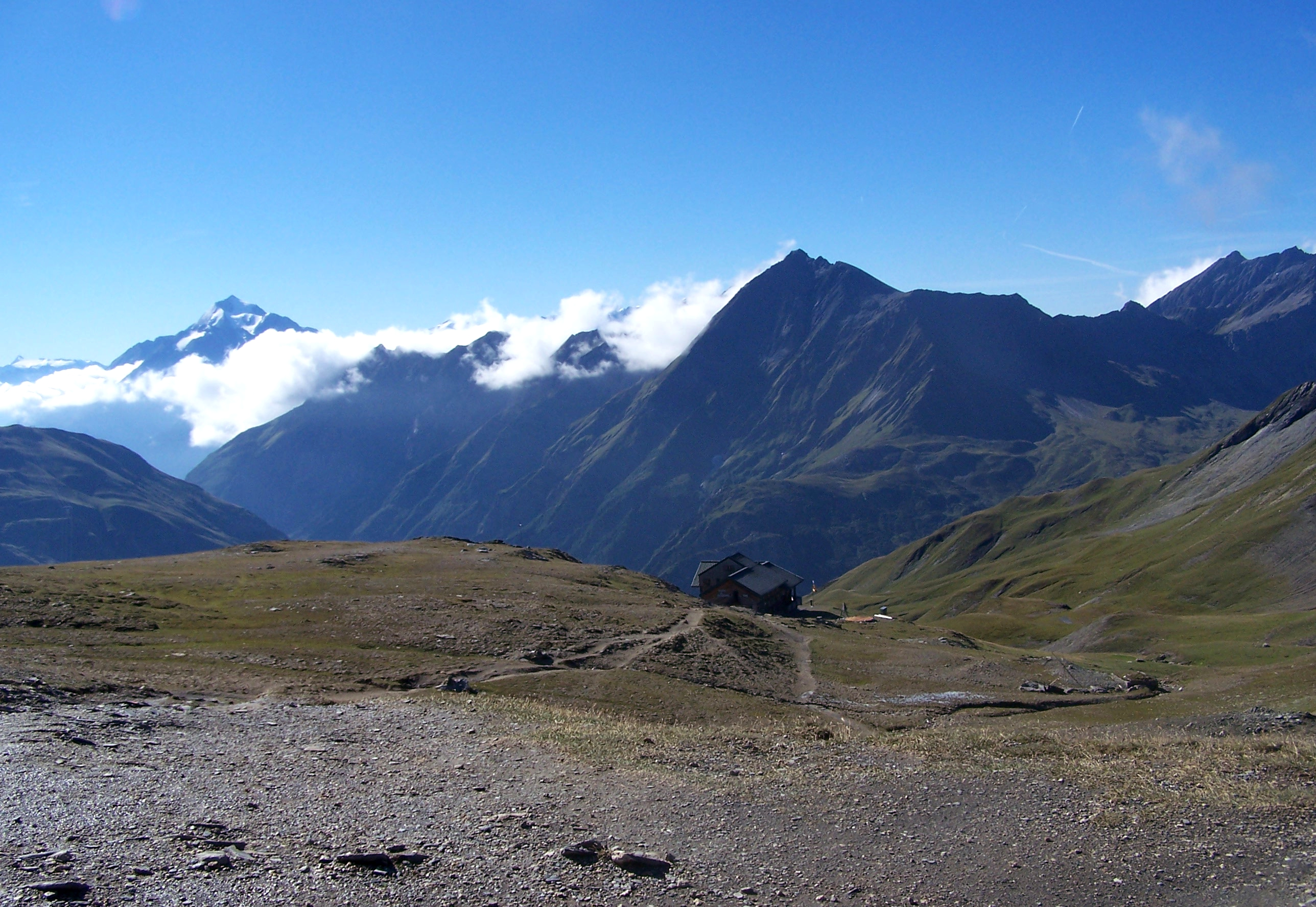
Blick zum Refuge vom Weg zum Col de la Croix du Bonhomme
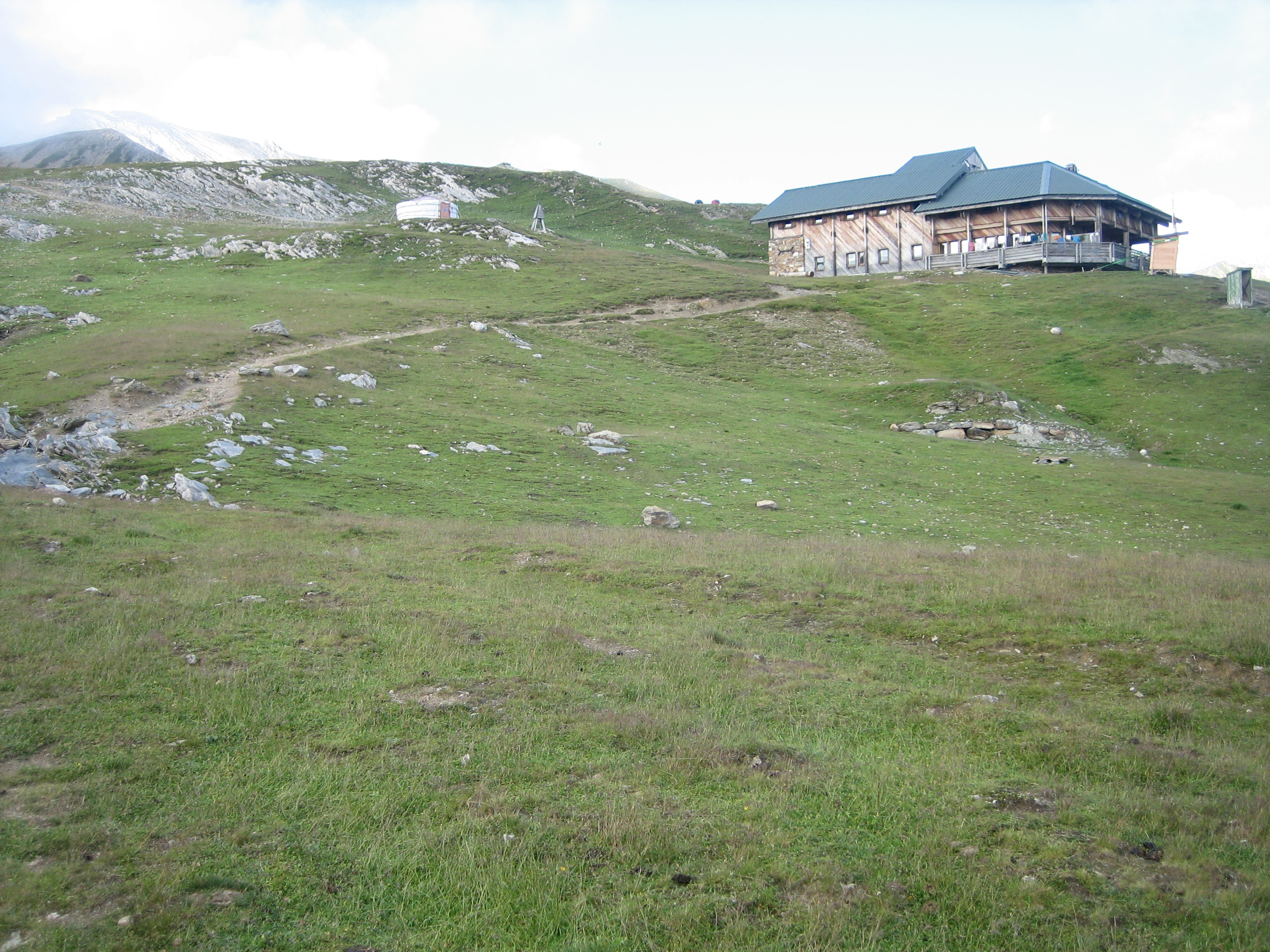
Refuge de la Croix du Bonhomme
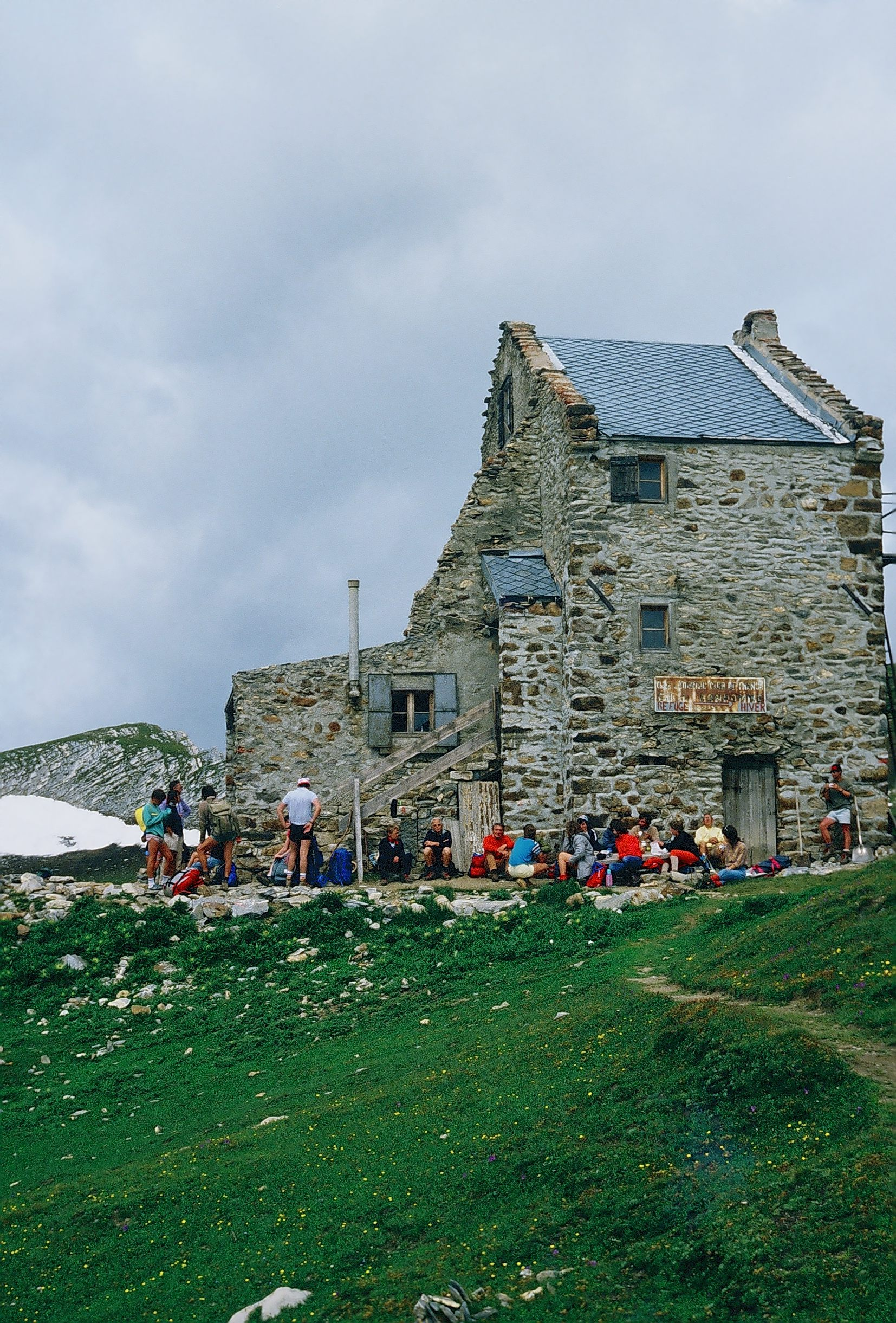
Vorgängergebäude, Aufnahme von 1986